# Пшисуха
Пшисуха (пољ. Przysucha) град је у Пољској у Војводству мазовском. По подацима из 2012. године број становника у месту је био 6236.

## Становништво
| 2012. |
| ----- |
| 6.236 |

## Партнерски градови
- Званични веб-сајт